# Clausilia strauchiana
Clausilia strauchiana is een uitgestorven slakkensoort uit de familie van de Clausiliidae. De wetenschappelijke naam van de soort werd voor het eerst geldig gepubliceerd in 1972 door H. Nordsieck.